# Mazurski Przyjaciel Ludu
Mazurski Przyjaciel Ludu – czasopismo wydawane w Olsztynie w latach 1923–1928. Organ Zjednoczenia Mazurskiego.
Początkowo był to tygodnik, a od 1924 ukazywał się dwa razy w tygodniu (nakład: 700-1000 egzemplarzy). Najpierw redakcja mieściła się w Labuszewie, a potem w Szczytnie. Założycielami byli Gustaw Leyding-Mielecki i Kazimierz Jaroszyk, a wydawcą Seweryn Pieniężny. Na łamach gazety publikowali m.in. Reinhold Barcz i Michał Kajka. Całość drukowana była w języku polskim, z wyjątkiem ostatniej strony, niemieckojęzycznej, adresowanej do tych Mazurów, którzy nie znali języka polskiego. Oprócz Warmii i Mazur rozprowadzano czasopismo w Nadrenii i Westfalii. 
Mazurski Przyjaciel Ludu miał charakter propolski, propagował prawo do używania języka polskiego przez Mazurów i popularyzował sprawy polskie i historię Polski. Z uwagi na powyższe zwalczany był przez prasę niemiecką i polskojęzyczną, związaną z Niemcami. 
W 1928 przejęty został przez Niemców (redaktor: R. Macht), ale do 1933 drukowany był w języku polskim, jako pismo germanizacyjne i antypolskie. Od 1933 do 1939 tytuł zmieniono na Masuricher Volksfreund, a gazeta była już niemieckojęzyczna.